# Doezum
Doezum est un village de la commune néerlandaise de Westerkwartier, situé dans la province de Groningue. 

## Géographie
Le village est situé à 16 km à l'ouest de Groningue, près de la limite avec la Frise.

## Histoire
Doezum fait partie de la commune de Grootegast avant le 1er janvier 2019, date à laquelle celle-ci est rattachée à la nouvelle commune de Westerkwartier.

## Culture et patrimoine

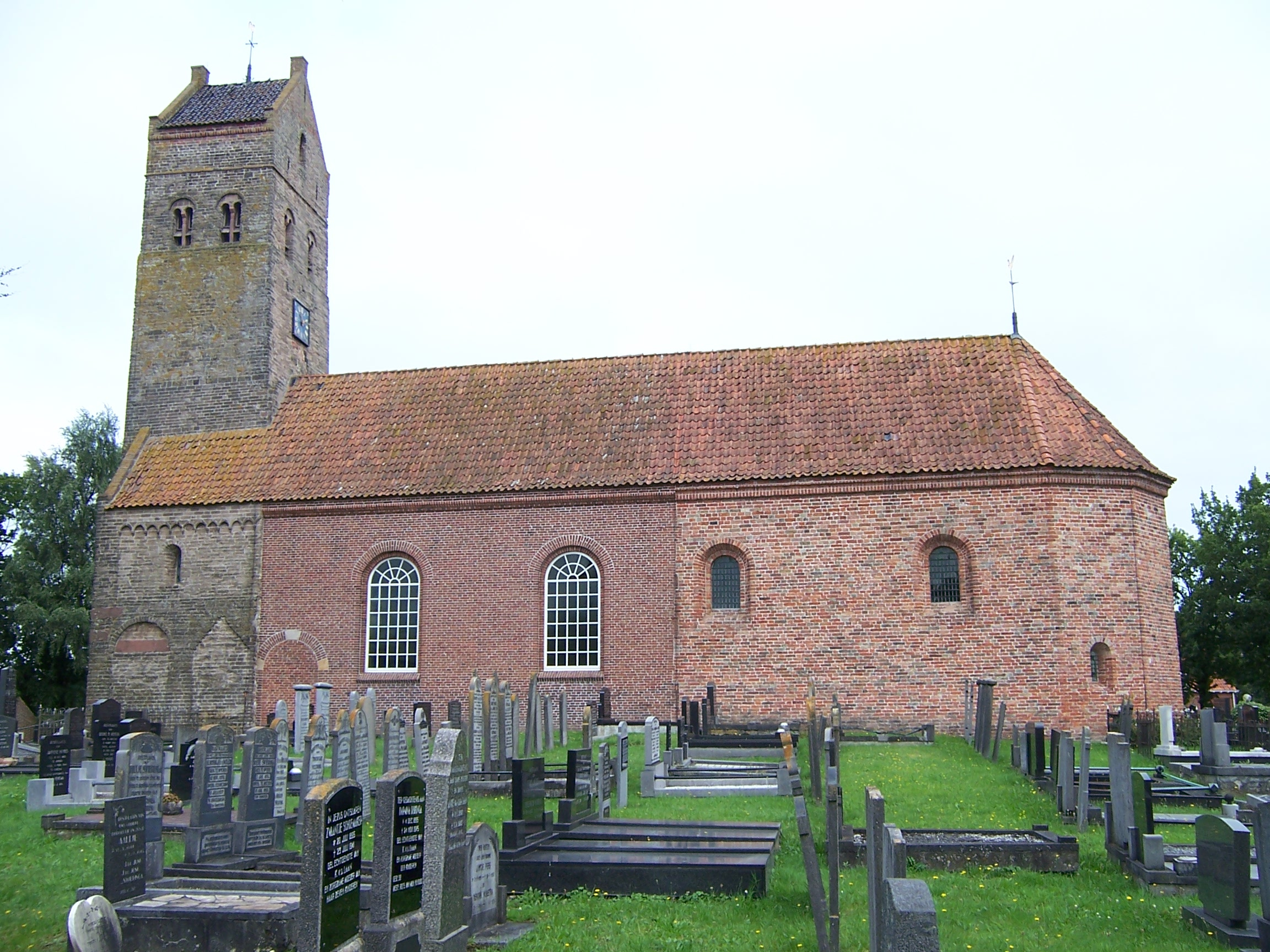
L'église de Doezum

Doezum possède une église romane du XIIIe siècle, reconstruite en 1808.